# Jacob el Sirià
Jacob el Sirià (Jacobus, Ἰάκωβος) (segle v) fou un monjo assiri deixeble de Maró (Maron) del que deriven el seu nom els maronites.
Fou contemporani de l'eclesiàstic Teodoret, que en parla al seu Philotheus, i del que fou amic. Va esdevenir eminent per la seva santedat i Lleó I el Traci li va consultar (amb dos ascetes més) sobre la validesa de l'elecció de Timoteu Aclur com a patriarca d'Alexandria el 460.
Quan va morir fou enterrat a la mateixa tomba que Teodoret. La seva mort fou el 460 o poc després d'aquest any, ja que va seguir la de Teodoret (Teodoret havia mort el 457 o 458) però encara era viu el 460 quan va contestar a Lleó I.